# Kraljica supruga
Kraljica supruga jest supruga vladajućeg kralja. Za razliku od kraljice vladarice, kraljeva supruga obično ne sudjeluje u vlasti, premda je bilo mnogo slučajeva u kojima bi kraljica supruga bila regentica.
U hrvatskoj historiografiji, kraljičino ime obično prati pridjev koji je atribut, označavajući mjesto s kojim je kraljica povezana prije udaje:
- Eleonora Kastiljska – engleska kraljica, kći kastiljskog kralja

## Primjeri
- Hetepheres I. – staroegipatska kraljica, majka faraona Keopsa
- Olimpijada – kraljica drevne Makedonije i majka Aleksandra Velikog
- Judita Bavarska – kraljica Franaka kao supruga Ludviga Pobožnog
- Ivana Navarska – francuska kraljica kao supruga Filipa IV. Lijepog
- Katarina Aragonska – engleska kraljica
- Jelena Lijepa – kraljica Hrvatskoga Kraljevstva
- Silvija, kraljica Švedske
- Camilla – britanska kraljica kao supruga Karla III.